# Washington César Santos
Washington César Santos (Valença, 3 de enero de 1960 - Curitiba, 25 de mayo de 2014) fue un futbolista brasileño que jugaba en la demarcación de delantero.

## Biografía
En 1980, con 20 años, debutó como futbolista con el Galícia EC. Posteriormente jugó en el SC Corinthians y en el Operário FC, hasta que finalmente fichó por el SC Internacional, con el que ganó el Campeonato Gaucho, su primer título como futbolista. Apenas pasó unos meses en Portugal jugando con el Varzim SC cuando volvió a Brasil para jugar en el Clube Atlético Paranaense, ganando el Campeonato Paranaense. En 1983 fue traspasado al Fluminense FC, donde explotó como futbolista. Llegó a ganar el Campeonato Carioca en 1983, 1984 y 1985, además de conseguir el Campeonato Brasileño de Serie A en 1984. Tras jugar en el Guarani FC fichó por el Botafogo de Futebol e Regatas, ganando su cuarto Campeonato Carioca. También ganó el Campeonato Capixaba cuando jugó en el Desportiva Ferroviária, y el Campeonato Pernambucano. También jugó en el FC de Felgueiras, Fortaleza EC y en el Foz do Iguaçu FC, último club en el que jugó hasta que se retiró como futbolista.
Meses antes de su fallecimiento empezó una lucha contra la esclerosis lateral amiotrófica, enfermedad de la que falleció finalmente el 25 de mayo de 2014 en su casa de Curitiba, a los 54 años de edad.

## Selección nacional
Hizo su debut con la selección de fútbol de Brasil en los Juegos Panamericanos de 1987, ganando además el título de fútbol. Su primer gol con la selección lo consiguió el 15 de marzo de 1989, en un partido amistoso contra la selección de fútbol de Ecuador. Además fue olímpico con su selección en cuatro encuentros.

## Clubes
| Club                          | País     | Año         |
| ----------------------------- | -------- | ----------- |
| Galícia EC                    | Brasil   | 1980        |
| SC Corinthians                | Brasil   | 1980 - 1981 |
| Operário FC                   | Brasil   | 1981        |
| SC Internacional              | Brasil   | 1981 - 1982 |
| Varzim SC                     | Portugal | 1982        |
| Clube Atlético Paranaense     | Brasil   | 1982 - 1983 |
| Fluminense FC                 | Brasil   | 1983 - 1989 |
| Guarani FC                    | Brasil   | 1989 - 1990 |
| Botafogo de Futebol e Regatas | Brasil   | 1990 - 1991 |
| União São João EC             | Brasil   | 1991        |
| Clube Atlético Paranaense     | Brasil   | 1991 - 1992 |
| Desportiva Ferroviária        | Brasil   | 1992 - 1993 |
| Santa Cruz FC                 | Brasil   | 1993 - 1994 |
| FC de Felgueiras              | Portugal | 1994 - 1995 |
| Santa Cruz FC                 | Brasil   | 1995        |
| Galícia EC                    | Brasil   | 1995        |
| Fortaleza EC                  | Brasil   | 1995 - 1996 |
| Foz do Iguaçu FC              | Brasil   | 1996        |

## Palmarés

### Campeonatos nacionales
| Título                          | Club                          | País   | Año  |
| ------------------------------- | ----------------------------- | ------ | ---- |
| Campeonato Gaucho               | SC Internacional              | Brasil | 1981 |
| Campeonato Paranaense           | Clube Atlético Paranaense     | Brasil | 1982 |
| Campeonato Carioca              | Fluminense FC                 | Brasil | 1983 |
| Campeonato Carioca              | Fluminense FC                 | Brasil | 1984 |
| Campeonato Carioca              | Fluminense FC                 | Brasil | 1985 |
| Campeonato Brasileño de Serie A | Fluminense FC                 | Brasil | 1984 |
| Campeonato Carioca              | Botafogo de Futebol e Regatas | Brasil | 1990 |
| Campeonato Capixaba             | Desportiva Ferroviária        | Brasil | 1992 |
| Campeonato Pernambucano         | Santa Cruz FC                 | Brasil | 1993 |

### Campeonatos internacionales
| Título               | Club                          | País   | Año  |
| -------------------- | ----------------------------- | ------ | ---- |
| Juegos Panamericanos | Selección de fútbol de Brasil | Brasil | 1987 |